# Parona
Parona là một đô thị ở tỉnh Pavia trong vùng Lombardia của Ý, có cự ly khoảng 40 km về phía tây nam của Milan và khoảng 35 km về phía tây bắc của Pavia. Tại thời điểm ngày 31 tháng 12 năm 2004, đô thị này có dân số 1.793 người và diện tích là 9,3 km².
Parona giáp các đô thị sau: Albonese, Cilavegna, Mortara, Vigevano.